# Безгачево (Могилёвская область)
Безгачево (бел. Бязгачава) — деревня в Мстиславском районе Могилёвской области Белоруссии. Входит в состав Копачевского сельсовета.

## География
Деревня находится в северо-восточной части Могилёвской области, в пределах Оршанско-Могилёвской равнины, к востоку от реки Белая Натопа, на расстоянии 14 километров к западу от Мстиславля, административного центра района. Абсолютная высота — 196 метров над уровнем моря.

## История
В конце XVIII века деревня входила в состав Мстиславского воеводства Великого княжества Литовского.
Согласно «Списку населенных мест Могилёвской губернии» 1910 года издания населённый пункт входил в состав Нашковичского сельского общества Старосельской волости Мстиславского уезда Могилёвской губернии. Имелось 19 дворов и проживало 123 человека (63 мужчины и 60 женщин).
В 1976 году к Безгачево присоединена деревня Волковцы.

## Население
По данным переписи 2009 года, в деревне проживало 13 человек.